# Chassignolles, Indre
Chassignolles là một xã ở tỉnh Indre khu vực trung bộ Pháp. Xã này có diện tích 29,94 km², dân số thời điểm năm 2005 là 543 người. Khu vực này có độ cao trung bình 283 mét trên mực nước biển.